# Platygaster yunnanensis
Platygaster yunnanensis är en stekelart som beskrevs av Peter Neerup Buhl 2007. Platygaster yunnanensis ingår i släktet Platygaster och familjen gallmyggesteklar. Inga underarter finns listade i Catalogue of Life.